# Néné La Beet
Néné La Beet (født 13. december 1959) er en dansk tidligere pladeselskabschef på bl.a. Irmgardz, Garden Records og Sony. Hun var særligt aktiv inden for New Wave-, postpunk- og indie-scene i 1980'erne og 1990'erne og var bl.a. med til at lancere danske bands som Gangway, City-X, Scatterbrain, Naïve, Before og The Sandmen.
Néné La Beet var en overgang klubbestyrer for den markante københavnske rockklub Barbue. Har arbejdet som informationschef i IFPI.